# Libethra socia
Libethra socia är en insektsart som beskrevs av Brunner von Wattenwyl 1907. Libethra socia ingår i släktet Libethra och familjen Diapheromeridae. Inga underarter finns listade i Catalogue of Life.